# 迈泽西洛什
迈泽西洛什，是匈牙利费耶尔州所辖的一个村。总面积64.97平方公里，总人口2101，人口密度32.3人/平方公里（2011年1月1日）。